# Ernest Gevers
Ernest Jules Henri Jean Marie Gevers (Antwerpen, 1891. augusztus 28. – Ixelles, 1965) olimpiai ezüstérmes belga párbajtőrvívó.